# Logol (Sprache)
Logol (auch lukha genannt; ISO 639-3: lof) ist eine kordofanische Sprache, die in der Mitte des Sudan gesprochen wird. Sie ist eine Niger-Kongo-Sprache, die von etwa 2600 Menschen in den Nuba-Bergen gesprochen wird, zwischen Talodia und dem Weißen Nil.
Sie ist der einzige Vertreter der gleichnamigen Logol-Untergruppe innerhalb der Ebang-Logol-Sprachen.
Die Volksgruppe, die diese Sprache spricht, heißt ebenfalls Logol.